# Ноай (Коррез)
Ноа́й (фр. Noailles, окс. Noalhas) — коммуна во Франции, находится в регионе Лимузен. Департамент — Коррез. Входит в состав кантона Брив-ла-Гайард-Сюд-Уэст. Округ коммуны — Брив-ла-Гайард.
Код INSEE коммуны — 19151.
Коммуна расположена приблизительно в 430 км к югу от Парижа, в 90 км южнее Лиможа, в 27 км к юго-западу от Тюля.

## Население
Население коммуны на 2008 год составляло 810 человек.
| 1962 | 1968 | 1975 | 1982 | 1990 | 1999 | 2008 |
| ---- | ---- | ---- | ---- | ---- | ---- | ---- |
| 358  | 360  | 383  | 515  | 648  | 756  | 810  |

## Администрация
| Период | Период | Фамилия         | Партия | Примечания |
| ------ | ------ | --------------- | ------ | ---------- |
| 2001   | 2008   | Бернар Готье    |        |            |
| 2008   |        | Николь Ториссон |        |            |

## Экономика
В 2007 году среди 514 человек в трудоспособном возрасте (15-64 лет) 385 были экономически активными, 129 — неактивными (показатель активности — 74,9 %, в 1999 году было 73,4 %). Из 385 активных работали 361 человек (186 мужчин и 175 женщин), безработных было 24 (11 мужчин и 13 женщин). Среди 129 неактивных 35 человек были учениками или студентами, 66 — пенсионерами, 28 были неактивными по другим причинам.

## Достопримечательности
- Усадьба XVI века. Памятник истории с 1977 года[3]
- Церковь Успения Пресвятой Богородицы (XII век). Памятник истории с 1929 года[4]
- Замок Фаж (XVI век). Памятник истории с 1972 года[5]

## Фотогалерея
- Церковь Успения Пресвятой Богородицы
- Интерьер церкви Успения Пресвятой Богородицы
- Усадьба XVI века